# Blaise Dehon
Pour les articles homonymes, voir Dehon.
Blaise Dehon, né le 7 septembre 1968 à Schaerbeek (province de Brabant), est un plasticien, illustrateur et auteur de bande dessinée belge francophone.

## Biographie
Blaise Dehon naît le 7 septembre 1968 à Schaerbeek,. Il est étudiant de l'Académie royale des beaux-arts de Bruxelles d'où il sort diplômé en communication visuelle en 1992. Il suit en même temps les cours d'illustration de Louis Joos à l'Académie de Watermael-Boitsfort.
En 1997, sous le pseudonyme de Blaise, il sort seul le one shot Renaître et déchirer dans la collection « Crescendo » aux éditions La Cafetière. Ce thriller met en scène Marco atteint d'une grave maladie. La question se pose de savoir s'il y a espoir. L'album est réalisé en noir et blanc. Il a été disquaire et le jazz tient une place énorme dans sa vie.
En 2001, il collabore au collectif Tache Production et il sort l'ouvrage Un brin de Soleil réalisé à quatre mains avec Thomas De Decker. L'année suivante, il sort seul l'album de bande dessinée Un Frère en 2002. Il a réalisé également quelques dessins pour le magazine Jazzman. Comme dessinateur de presse, il dessine régulièrement pour La Libre Belgique et il illustre notamment la rubrique Débats,. Il contribue également aux magazines Alter Échos,,  et 24h01. Il illustre le recueil de poèmes de Dorothy Oger intitulé : Ernesto, pigeon de Bruxelles publié aux éditions bruxelloises MaelstrÖm reEvolution en 2022. L'année suivante, il illustre encore l'ouvrage de philosophie Pensées systémiques de Thibaud Latour publié aux Éditions F deville. De 2013 à 2020, il illustre pour les Éditions Tissot des ouvrages sur la sécurité du BTP. Il réalise aussi avec un ami des livres pauvres.
Il se laisse inspirer par une composition du guitariste Julien Tassin pour le premier épisode de JazzAnimé, mélange de musique de jazz et de dessin animé à la Jazz Station en 2021. 
L'artiste expose ses œuvres de manière individuelle ou collective, notamment avec Philippe Debongnie ou Serge Dehaes. Ses incursions sur le blog Jazzanddraw influencent ses expositions.
En 2023, il partage périodiquement son activité d'illustrateur avec l'animation d'ateliers pour différents publics mettant en exergue la technique du dessin au cerveau droit,.
Ses techniques de prédilection sont le pinceau et l’encre de Chine, l’aquarelle et le fusain pour explorer ambiances et atmosphères en noir et blanc.
Il est graphiste dans l'édition de livres.
Ayant quitté Bruxelles pour vivre à la campagne, le jazz lui permet de garder contact avec le battement urbain.

### Vie privée
Il demeure à Orp-Jauche en 2013.

## Œuvres

### Illustrations
- Dorothy Oger, Ernesto, pigeon de Bruxelles, Bruxelles, MaelstrÖm reEvolution, 2022  (ISBN 9782875990808)
- Thibaud Latour, Pensées systémiques[12], Bruxelles, Éditions F deville, 2023  (ISBN 9782875990808)

### Albums de bande dessinée
- Renaître et déchirer, La Cafetière, coll. « Crescendo », Braine-l'Alleud, 1997
Scénario et dessin : Blaise - Couleurs : noir et blanc,no 4 dans la collection. Couverture souple. 21 cm.  (EAN 9782874070037)

#### Tache Production
- Un brin de soleil, Tache Production, Bruxelles, octobre 2001
Scénario et dessin : Thomas De Decker, Blaise Dehon - Couleurs : Blaise Dehon -  (ISBN 978-2-9600288-0-5)
- Un frère, Tache Production, Bruxelles, décembre 2002
Scénario et dessin : Blaise Dehon - Couleurs : noir et blanc -  (ISBN 2-9600288-2-1)

### Magazines et fanzines
24h01
1. : Situation[10], texte : Catherine Joie, 2018.

Rhizome
1. , dessins imprimés en risographie dans un fanzine de bande dessinée de janvier 2016[2].

### Expositions collectives
- Traits-Jazz[18] : Dehon et Vanstraceele, galerie Punz’Art, Orp-le-Grand du 3 au 23 mai 2014
- Le Dessin de presse se jette à l'eau[19], Musée de l'eau et de la fontaine, Genval du  10 mai au 31 août 2014.
- Je travaille pas, je dessine[20] !, Médiathèque Nouvelle, Louvain-la-Neuve du 4 mai au 28 juin 2019
- Les Couleurs du Jazz[16], Jazz Station, Saint-Josse-ten-Noode du 9 au 30 novembre 2019.
- Shadows[21], Théâtre Marni, Ixelles du 5 novembre au 23 décembre 2019.

#### Livres
: document utilisé comme source pour la rédaction de cet article.
- Philippe Mellot, Michel Denni, Laurent Turpin et Isabelle Morzadec, Trésors de la bande dessinée : BDM 2023-2024 - Catalogue encyclopédique et Argus, Paris, Les Arènes, novembre 2022, 23e éd., 1677 p., ill. ; 23 cm (ISBN 9791037507280, OCLC 1351462460, présentation en ligne), p. 1070, 1399, 1401. .

### Podcasts
- Électron libre #1 Blaise Dehon, interview : Héloïse Van Herzeele pour Jazz Lines sur SoundCloud (17 min 23 s), 2020.

### Émissions de télévision
- “Caricaturistes, fantassins de la démocratie” reportages JT sur Notélé (3 min 50 s), 24 janvier 2015.
- "L'Album" : Blaise Dehon, graphiste, auteur de BD sur VEDIA, présentation : Urbain Ortmans (46 min 12 s), 3 novembre 2020.

### Vidéographie
- Texte - images sur Sonuma, Hergé, François Schuiten, Benoît Peeters, Claude Renard, Alain Goffin, Antonio Cossu, Philippe Foerster, Gérard Goffaux, Éric Poelaert, Louis Joos, Blaise, Barrack, Thierry Van Hasselt, Didier Platteau, Pierre Pourbaix, Nicolas Vadot, Denis et Olivier Deprez (Intervenants), En toutes lettres - Texte - images, film de Guy Lejeune (scénario) et Miguel Rivière (interviews), diffusé sur la RTBF le 12 novembre 1994 (54 min 6 s).
- [vidéo] « Blaise Dehon illustrateur », sur YouTube